# Donald le riveur
Série Donald Duck
Pour plus de détails, voir Fiche technique et Distribution.
Donald le riveur (The Riveter) est un court métrage d'animation américain des studios Disney avec Donald Duck, sorti le 15 mars 1940.

## Synopsis
Pat Hibulaire est le contremaître d'un chantier et vient juste de mettre à la porte son riveur. Donald passe à ce moment et prend le poste, malgré un manque cruel d'expérience... et une grande peur du vide. Ces points sont le début de ses mésaventures sur le chantier.

## Fiche technique
- Titre original : The Riveter
- Titre français : Donald le riveur
- Série : Donald Duck
- Réalisation : Dick Lundy
- Scénario :
- Animation : Jack Campbell, Al Eugster, Ed Love, Paul Allen, Preston Blair, Don Towsley
- Musique : Oliver Wallace
- Production : Walt Disney
- Société de production : Walt Disney Productions
- Société de distribution : RKO Radio Pictures
- Format : Couleur (Technicolor) - 1,37:1 - Son mono (RCA Sound System)
- Durée : 8 min
- Langue : Anglais
- Pays :  États-Unis
- Dates de sortie : États-Unis : 15 mars 1940[1]

## Voix originales
- Clarence Nash : Donald Duck
- Billy Bletcher : Pat Hibulaire

## Voix françaises
- Sylvain Caruso : Donald Duck
- Michel Vocoret : Pat Hibulaire

## Commentaires
Donald chante Heigh-ho, tiré de Blanche-Neige et les Sept Nains (1937).
Dans Nettoyeurs de carreaux (1940), Donald le riveur (1940) et Donald groom d'hôtel (1942), Donald Duck est présenté comme un employé urbain mais dans les années 1950, il devient un papa-poule dans un foyer de la classe moyenne.

## Titre en différentes langues
- Suède[3] : Kalle Anka är nitisk, Kalle Anka som byggjobbare, Kalle Anka som nitare

## Sorties DVD
- Les Trésors de Walt Disney : Donald de A à Z, 1re partie (1934-1941).